# Potu obecný
Potu obecný (Nyctibius griseus) je noční pták z řádu potuů, který obývá Střední a Jižní Ameriku od Nikaraguy po severní Argentinu, vyskytuje se také na antilských ostrovech. Obývá nížinné savany a řídké lesy, vyhýbá se suchým a chladným oblastem. Dosahuje délky 40 cm, rozpětí křídel 85 cm a hmotnosti 230 g, je robustně stavěný s velkou hlavou a krátkým širokým zobákem. Má velké oranžové oči a na rozdíl od většiny lelků postrádá hmatové štětiny kolem zobáku. Ve dne nehybně spočívá na větvi, s níž dokáže díky nenápadnému šedohnědému zbarvení opticky splynout. Živí se převážně hmyzem, který chytá v letu. Snáší jediné vejce, které neklade do hnízda, ale do různých prohlubní a rozsoch na stromech; o vejce i mláďata pečují obě pohlaví. Domorodci ptáka pojmenovali potu, urutau nebo alma perdida (ztracená duše) podle charakteristického melancholického hvízdání.